# Adam Mikołaj Walewski
Adam Mikołaj Walewski herbu Kolumna (ur. w 1538 roku – zm. w 1584 roku) – kasztelan elbląski od 1569 roku, podkomorzy sochaczewski, starosta jasiniecki i osiecki.
Poseł na sejm 1570 roku z województwa pomorskiego.
Podpisał dyplom elekcji Henryka III Walezego.